# Leonti von Rostow

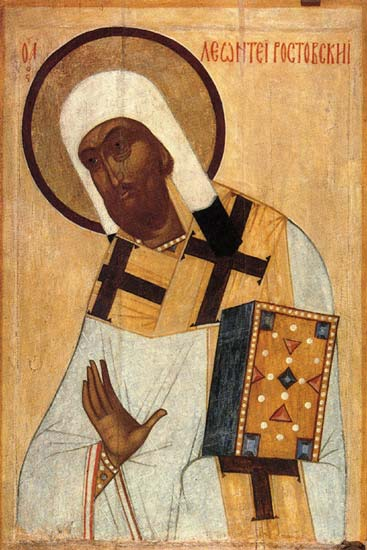
Heiliger Leonti von Rostow

Leonti war Bischof von Rostow von spätestens 1051 bis um 1070/1077.
Leonti war wahrscheinlich griechischer Herkunft.
Nach 1031 war er Mönch im Kiewer Höhlenkloster. Er wurde Bischof von Rostow wahrscheinlich vor 1051.
Leonti wurde von Teilen der Bevölkerung aus Rostow vertrieben. Später scheint er wieder in Rostow gewirkt zu haben.
Er starb wahrscheinlich zwischen 1070 und 1077.
Leonti ist in der Mariä-Himmelfahrtskathedrale in Rostow bestattet.